# Bingo (departamento)
Bingo é um departamento ou comuna da província de Boulkiemdé no Burkina Faso. A sua capital é a cidade de Bingo.
Em 1 de julho de 2018 tinha uma população estimada em 20729 habitantes.